# Sangalopsis decipiens
Sangalopsis decipiens là một loài bướm đêm trong họ Geometridae.